# Џенингс (Флорида)
Џенингс (енгл. Jennings) град је у америчкој савезној држави Флорида. По попису становништва из 2010. у њему је живело 878 становника.

## Демографија
Према попису становништва из 2010. у граду је живело 878 становника, што је 45 (5,4%) становника више него 2000. године.
| Група             | 2000.       | 2010.       |
| Белци             | 267 (32,1%) | 201 (22,9%) |
| Афроамериканци    | 359 (43,1%) | 283 (32,2%) |
| Азијати           | 5 (0,6%)    | 2 (0,2%)    |
| Хиспаноамериканци | 189 (22,7%) | 393 (44,8%) |
| Укупно            | 833         | 878         |